# Festival international du film de Tiburon
Le Festival international du film de Tiburon (Tiburon International Film Festival en anglais), fondé en 2002, est un festival de cinéma international se déroulant chaque année durant neuf jours à Tiburon en Californie aux États-Unis. Le festival met en vedette des films indépendants et des courts métrages.

## Objectifs du festival
Le Festival international du film de Tiburon réalise la promotion des œuvres de cinéastes internationaux indépendants venus d'horizons divers dans un but d'une meilleure ouverture du cinéma aux différentes cultures. Sa devise est « Comprendre le monde à travers le cinéma (Understanding the World through Film en anglais) ».